# Larinus sturnus
Larinus sturnus es una especie de escarabajo del género Larinus, tribu Lixini, familia Curculionidae. Fue descrita científicamente por J. G. Schaller en 1783.

## Distribución
Esta especie está muy extendida en el centro y sur de Europa (Albania, Austria, Bulgaria, Croacia, República Checa, Francia, Alemania, Grecia, Hungría, Italia, Polonia, Rumanía, Serbia, Eslovaquia, Eslovenia, España y Suiza). También está en la región del Mediterráneo que incluye el norte de África (Argelia y Marruecos), Oriente Próximo y Medio (Irán) y Asia Central (Turquestán). La especie también se extiende al sur de Siberia y Asia Central.